# Haemanthus lanceifolius
Haemanthus lanceifolius är en amaryllisväxtart som beskrevs av Nikolaus Joseph von Jacquin. Haemanthus lanceifolius ingår i släktet Haemanthus och familjen amaryllisväxter. Inga underarter finns listade i Catalogue of Life.